# HD 147018 b
HD 147018 b는 태양과 비슷한 주계열성 HD 147018을 돌고 있는 외계 행성이다. 이 행성은 남쪽삼각형자리 방향으로 지구로부터 약 140광년 떨어진 곳에 있다. b의 최소 질량은 목성의 약 2배 이상이지만, 모항성과 떨어진 거리는 태양~목성 간격의 22분의 1에 불과하다. 거기에 HD 147018 b의 궤도는 찌그러져 있어서, 가까울 때는 약 0.13, 멀어질 때는 약 0.35 천문단위로 차이가 많이 난다. 2009년 8월 11일 Segransan 연구진이 발견 사실을 공식적으로 발표하였다. 이 날 같은 항성을 도는 또 다른 슈퍼목성 HD 147018 c의 존재도 함께 발표되었다.

## 참고 문헌
- Segransan 연구진 (2009). “The CORALIE survey for southern extrasolar planets. XVI. Discovery of a planetary system around HD 147018 and of two long period and massive planets orbiting HD 171238 and HD 204313”. 《Astronomy & Astrophysics》.